# 박신윤
박신윤(1976년 3월 30일 ~ )은 대한민국 전직 YTN 앵커이다. (YTN 24)

## 학력
- 경원대학교 피아노학과 학사
- 연세대학교 언론홍보대학원 저널리즘학 석사

## 경력
- YTN 24
- 굿모닝 코리아